# Binômio (jornal)
O Binômio foi um jornal que circulou em Belo Horizonte, no estado de Minas Gerais, entre 1952 e 1964.
Fundado pelo jovem jornalista Euro Arantes, caracterizava-se pela crítica política, humor, investigação, apoiando diversas causas progressistas ao longo de sua trajetória. Revelou grandes nomes do jornalismo, do cartoon e da literatura brasileira como Fernando Gabeira, Ziraldo, Borjalo, Wander Piroli e Roberto Drummond.
Foi assim definido por Euro Arantes, um de seus fundadores: "Uma brincadeira de estudante que a polícia resolveu levar a sério".